# Беранек, Варфоломей
Варфоломей (Бартоломней) Беранек известный как Елинек (чеш. Bartoloměj Beránek; год рождения-неизвестен — 1618) — чешский живописец эпохи Возрождения.
Варфоломей Беранек был придворным художником на службе у Петра Вока фон Розенберга, на службу к которому поступил в 1585 году,
С 1592 по 1610 жил в Чески-Крумлове в замке графов Розембергских.
В этот двадцатидвухлетний период времени Беранек создал множество портретов графов Розембергских, украшений, обновил фрески круглой башни и в прилегающем к замку Градце. Когда же Крумлов перешëл во владение императора Рудольфа II, художник стал писать пейзажи, например, виды Крумлова, окрестностей Линца и др, а также географические карты. Одним из учеников его был Фома Тржебоховский.
Его картины XVII века украшают сейчас недавно восстановленный замок в г. Бехине.